# Socialrealism
Ej att förväxla med realsocialism eller socialistisk realism

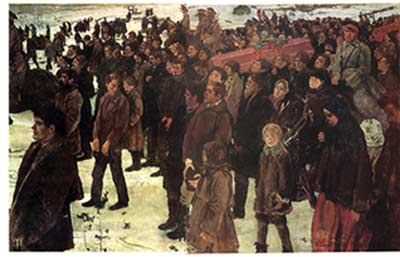
Arbetarbegravning, målning av Isaak Brodskij, 1906.

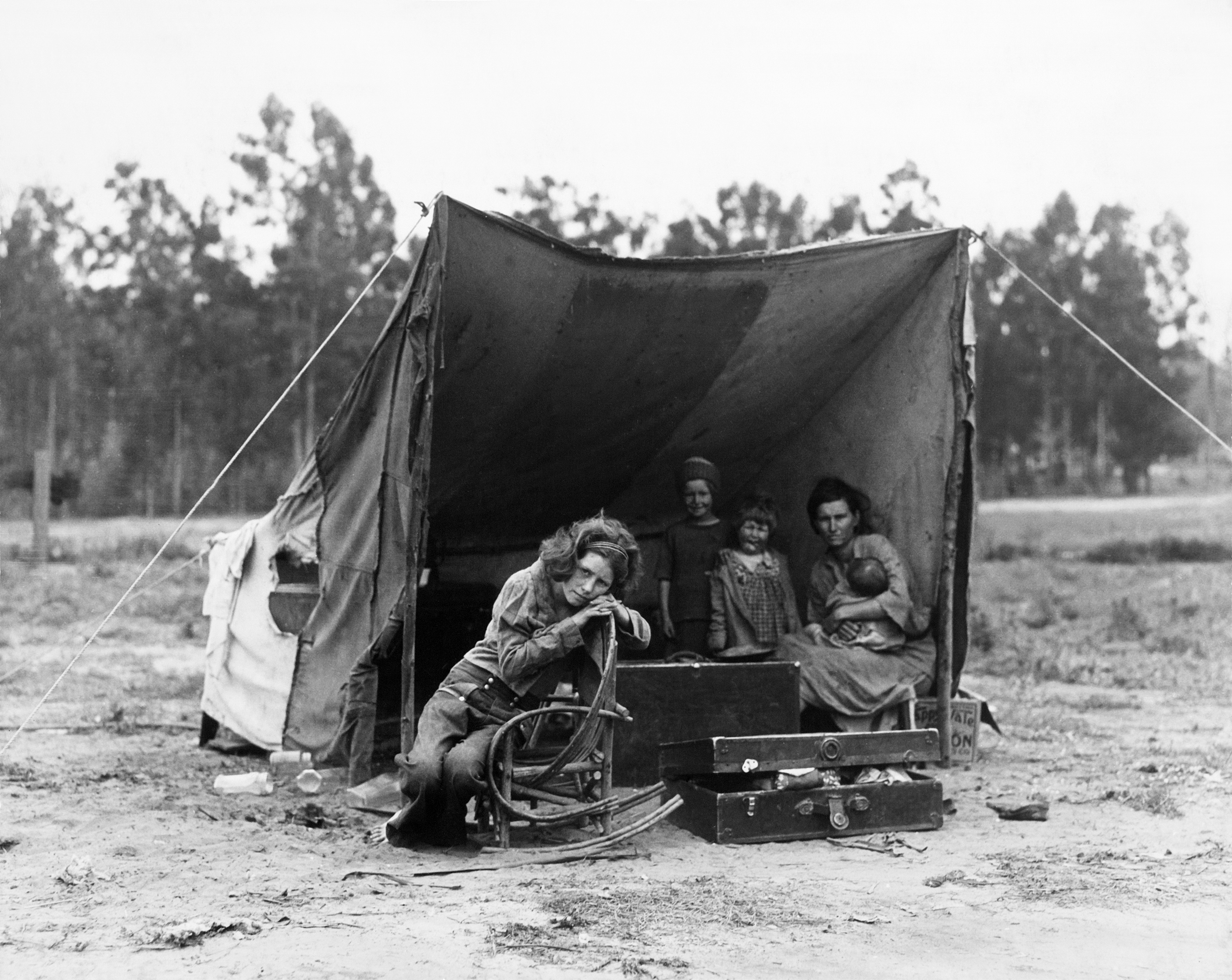
Migrerande lantarbetarfamilj, foto av Dorothea Lange 1936.

Socialrealism är en löst definierad riktning inom litteratur, konst och film. Socialrealismen kritiserar samhällsstrukturen genom att skildra misären i samhället. Sverige har haft en viktig grupp arbetarförfattare som skapat betydande litteratur.
Inom konsten används termen socialrealism för att beskriva målningar med motiv från arbetarklassens liv och miljöer, och kan sägas leda sitt ursprung från de franska 1800-talsmålarna Gustave Courbet och Honoré Daumier. Begreppet började dock inte användas förrän under 1900-talet. Socialistisk realism uppstod i Sovjetunionen på 1930-talet och innebar att konstnären skulle skildra och delta i bygget av det socialistiska samhället. Denna företeelse spreds sedan till de länder som betecknade sig som socialistiska.

## Författare
- Maksim Gorkij
- Martin Andersen Nexø
- Martha Christensen
- Sven Wernström
- Klas Östergren

## Konstnärer
- Leon Bibel
- Albin Amelin
- Torsten Billman
- Noel Counihan
- José Clemente Orozco
- Diego Rivera
- Ben Shahn

## Fotografer
- Jacob Riis
- Dorothea Lange
- Manuel Rivera-Ortiz

## Filmer
- Ken Loach
- Metropia